# Rhadamiste et Zénobie
Rhadamiste et Zénobie est une tragédie en cinq actes et en vers de Crébillon père, représentée pour la première fois à la Comédie-Française le 23 janvier 1711. Elle est considérée comme le chef-d’œuvre de son auteur.

## Personnages
- Pharasmane, roi d’Ibérie.
- Rhadamiste, roi d’Arménie, fils de Pharasmane.
- Zénobie, femme de Rhadamiste, sous le nom d’Isménie.
- Arsame, frère de Rhadamiste.
- Hiéron, ambassadeur d’Arménie, et confident de Rhadamiste.
- Mitrane, capitaine des gardes de Pharasmane.
- Hydaspe, confident de Pharasmane.
- Phénige, confidente de Zénobie.
- Gardes.

## Argument
Zénobie, fille de Mithridate, que l’on croit morte, a trouvé un asile à la cour de son beau-père, Pharasmane, roi d’Ibérie, où elle est inconnue. Pharasmane l’aime et veut l’épouser, mais il a un rival dans son fils Arsame qui est aimé de Zénobie. Mais celle-ci lui cache un amour qu’elle croit devoir combattre, quoiqu’elle puisse se croire libre par la nouvelle de la mort de son époux, Rhadamiste. 
Celui-ci paraît au commencement de l’acte II. Comme Zénobie, il est inconnu à la cour d’Ibérie, ayant été élevé dans celle d’Arménie. Il a été fait roi de ce dernier pays par César et vient en ambassadeur des Romains avec le projet de s’opposer aux ambitieux desseins de Pharasmane. Son caractère violent et d’une jalousie forcenée se manifeste dès qu’il entre en scène et se développe par la suite. Il a tué le père de Zénobie parce qu’il avait voulu la donner à un autre.
À l’acte III, la scène de la reconnaissance est considérée comme l’une des plus belles de Crébillon entre les reproches que se fait Rhadamiste, ses transports aux pieds de Zénobie et la jalousie dont il ne peut se départir et l’indulgente vertu de Zénobie, son attendrissement et sa dignité de ton et de sentiments.
À l’acte IV, Zénobie fait à son époux l’aveu de sa tendresse pour Arsame. La tragédie se termine par la mort de Rhadamiste, que son père Pharasmane perce de son épée et par le désespoir de Pharasmane lorsqu’il apprend qu’il a versé le sang de son propre fils.